# Federico Ghiglione Brotons
Federico Ghiglione Brotons (Alicante, 1843 – San Vicente del Raspeig, 4 de julio de 1906). fue un empresario y terrateniente, de los principales pioneros en la modernización de la agricultura, la ganadería mixta y los sistemas hidráulicos en la comarca de L’Alacantí. Destacó también como promotor de la minería de ocre en la provincia de Alicante. 

## Biografía

### Orígenes y formación
Federico nació en Alicante en 1843, primogénito de Agustín Ghiglione Orlandi (1820–1880) y Vicenta Brotons (1830–1890). Su abuelo paterno, Mauricio Ghiglione, emigró a principios del siglo XIX desde Porto Maurizio (Liguria, Italia) hasta Alicante, y se casó con Catalina Orlandi, natural de Cartagena. Por línea materna, pertenecía a una familia señorial de San Vicente del Raspeig dedicada al comercio y la agricultura por el término de San Vicente y por el norte del término de Muchamiel. Desde joven recibió formación práctica en la gestión de fincas y primeros conocimientos de ingeniería rural.

### Vida personal
En 1875 contrajo matrimonio con Teresa Román y Román, sin descendencia. Federico falleció el 4 de julio de 1906 en su residencia de la Finca El Sabinar, dejando toda su herencia social y agraria a su familia.

## Trayectoria empresarial

### Minería de ocre
En diciembre de 1891 obtuvo la concesión de 120 000 m² para la mina “Sabinar Segundo” en la Sierra Pelada; poco después amplió sus derechos con “El Sabinar” y “Ampliación al Sabinar Primero”, y en 1903 con la concesión “Siempre los Dos”, ubicadas en las sierras de Serra Pelada y Tossal Redó, en los términos de Muchamiel y San Vicente del Raspeig. Entre 1892 y 1905 en, se extrajeron unas 8 000 t de ocre amarillo (goethita y limonita), que se cribaba y secaba al sol antes de enviarse a molinos de Villafranqueza, Alicante y San Vicente, para su exportación a Reino Unido, Barcelona y Alemania

### Agricultura y ganadería
Amparado por la Ley de Colonias Agrícolas de 1868, en 1891 promovió la Colonia Agrícola de El Sabinar, en Boqueres. Introdujo la rotación de almendros, cítricos y viñedos, y creó un modelo ganadero rotacional con 400 ovejas y más de 6 000 aves, que abasteció el mercado local hasta los años 1960s. Gestionó además varios terrenos de Baiona Alta y de Tossal Redó (Mutxamel), integrándolas en su explotación mixta de tierra y ganado.

### Ingeniería hidráulica
En 1892 adquirió derechos sobre la Fuente El Lobo (Tibi), logrando cuatro de ocho turnos de agua para riego y reservando el resto para uso municipal y fincas colindantes. Diseñó y construyó la “Boquera de Brotons” en el Barranc dels Chovers, un sistema de compuertas de piedra, arcilla y madera que reguló el riego de bancales hasta mediados del siglo XX.

### Otras iniciativas
Sociedad “Federico Ghiglione y Hermanos” (febrero 1897): Constituida por Federico, Agustín y Enrique Ghiglione, con un capital social de 3 000 pesetas. Dedicada a servicios rurales; se disolvió en abril de 1901 debido a la escasa rentabilidad. - Sociedad Minera La Oriolana (1900): Federico asumió la dirección; la sociedad poseía cuatro concesiones de hierro en el Cabeçó d’Or (Busot). 

### Problemas legales
Además, la familia Ghiglione también enfrentó problemas legales relacionados con la explotación minera en terrenos que no eran de su propiedad. En particular, se registraron disputas debido a excavaciones realizadas al final de la calle San Carlos, en la ciudad de Alicante, con el objetivo de extraer ocre para su posterior traslado a una fábrica ubicada en la calle Garbinet. Estas actividades generaron conflictos con los vecinos de la capital, quienes expresaron su oposición a las excavaciones en áreas urbanas.
En 1904, Doña Rita Morote y García presentó una demanda contra Federico Ghiglione, su hermano Sixto Ghiglione y el socio Pablo Marín, alegando que habían utilizado su propiedad en el monte Tossal Redó para la explotación de minas de ocre sin su consentimiento, causando daños y perjuicios.
Del mismo modo, Ghiglione tuvo conflictos con el señor Ramonet, propietario de algunas tierras en el valle del Tossal Redó, al utilizar parte de esos terrenos para actividades agrícolas sin autorización expresa.

## Propiedades y patrimonio

### Finca El Sabinar
Una de las fincas agrícolas y ganaderas más prósperas e importantes de la provincia de Alicante en la década de 1960, que producía a gran escala almendra, limones, productos hortícolas y uva. Hoy en día aún se conservan:  
- Maquinaria antigua para la manipulación de frutos y grandes toneles para envejecimiento. 
- Torre de vigilancia de dos plantas, muros de tapial reforzados con sillería y dos aljibes semicilíndricos bajo la bodega. 
- Capilla dedicada a San Antonio. 
- Establo para ovejas y corderos; gallinas, patos, conejos y faisanes. 
- Almazara para producción de aceite.
- Escuela conocida como Patronato Mixto El Sabinar.  
Hacia 1969 la finca albergó hasta 400 ovejas y más de 6.000 gallinas, abasteciendo el mercado local durante décadas. Actualmente, el recinto sufre actos de vandalismo (grafitis, botellones), aunque parte de su infraestructura (boqueras y acequias) se conserva como vestigio histórico dentro de rutas senderistas en la Comarca de L’Alacantí. 

### Finca Peñas Rojas
Adquirida en 1892 a Manuel Ferrándiz y Pastor, abarca 538 ha de monte. Ese mismo año solicitó la designación de un guarda particular para custodiar 20 ha, 68 a y 16 ca en El Sabinar y la totalidad de Peñas Rojas. Hacia 1905–1907, hipotecó Peñas Rojas (junto a El Sabinar y La Africana) a favor de Federico Guardiola Forgás como garantía de un préstamo, y dichos terrenos fueron adjudicados a Guardiola en 1907. Federico Guardiola publicó mejoras en agricultura e impulsó minas como “Carranchalet”, “Los Guijarros” y “La Resucitada”, manteniendo derechos de riego hasta su fallecimiento en 1923.

### Casa de Lo Brotons
Caserón de mampostería de piedra caliza local, planta rectangular y dos alturas, con dinteles de piedra y canalones de cerámica. Integrada en el latifundio Brotons, figura en el Catálogo de Bienes Protegidos de San Vicente del Raspeig; actualmente se encuentra en ruinas.

### Casa de Mentirola – Finca La Africana
Construida en los 1880s, adquirida por Federico en 1898. Consta de:  
- Dos grandes bombonas (depósitos de agua). 
- Establo. 
- Aljibes subterráneos conectados al sistema de boqueras tradicional.  
Hacia 1905 la finca La Africana se hipotecó a favor de Federico Guardiola Forgás como parte de la misma operación que Peñas Rojas y El Sabinar.

## Árbol familiar
Los cinco hijos de Agustín Ghiglione Orlandi y Vicenta Brotons fueron:
- Agustín Ghiglione Brotons
- Federico Ghiglione Brotons
- Sixto Ghiglione Brotons
- Enrique Ghiglione Brotons
- Rosario Ghiglione Brotons

Rosario se casó con Julio de España Blázquez, con quien tuvo a Aurora de España Ghiglione y Julio de España Ghiglione. Este último era médico de formación, y continuó la explotación de ocre en El Sabinar y Tossal Redó. Julio heredó gran parte de los terrenos familiares, y por ello, compró a la familia Grau la Casa Nova, ubicada en la ladera este del Tossal Redó. Aunque no se dedicó plenamente a la medicina, sí ejerció ocasionalmente, pero su atención principal se centró en la gestión de las fincas y explotaciones mineras heredadas, entre ellas las minas El Sabinar I y II, además de su propia concesión, llamada "Siempre Los Dos". La Casa Nova no fue su residencia principal; vivía en Alicante, y utilizaba la casa como base para supervisar directamente las actividades agrícolas y mineras de la zona. Tras su fallecimiento en 1948, la vivienda quedó abandonada y finalmente fue demolida en la década de 1950, cuando los terrenos fueron vendidos. 
Julio de España era dueño en los años 1930s de una mina de hierro en Benidorm llamada "los dos de siempre ya están aquí", otra de ocre denominada "Rafael" en la misma localidad.

## Legado
El modelo empresarial integrado de minería, agricultura e hidráulica implantado por Federico Ghiglione Brotons transformó la economía rural de L’Alacantí. Su Finca del Sabinar y las bocaminas de ocre (El Sabinar, Sabinar Segundo, Ampliación al Sabinar, Ampliación al Sabinar Segundo) configuran hoy parte del patrimonio histórico local, con rutas senderistas que recuperan vestigios de vías de vagonetas y tolvas de transporte de mineral. 
Minería de ocre.
- Agosto 1891: Concesión “El Sabinar” (exp. 748, 5 pertenencias) a favor de Sixto Ghiglione, que ocupaba dos términos: Muchamiel y San Vicente del Raspeig.
- Noviembre 1891: Demarcada “Sabinar Segundo” (exp. 769, 12 pertenencias) a favor de Federico Ghiglione, con extensión hasta el norte de la mina “La Justa” y Barranc dels Cocons.
- Julio 1894: Concesión “Ampliación al Sabinar” (exp. 823, 12 pertenencias) en la ladera sur (Muchamiel).
- Abril 1894: Demarcada “Ampliación al Sabinar Segundo” (8 pertenencias), cubriendo terreno en ambos municipios (Muchamiel y San Vicente).
- 1903: Concesión “Siempre los Dos” (nueva superficie de explotación, liderada por su sobrino Julio de España Ghiglione) en las sierras de Serra Pelada y Tossal Redó (Muchamiel).  
Entre 1892 y 1905 se extrajeron unas 8 000 t de ocre amarillo (goethita y limonita), cribado y secado al sol antes de enviarlo a molinos de Villafranqueza, Alicante y San Vicente para su exportación a Reino Unido, Barcelona y Alemania.